# Generación espontánea

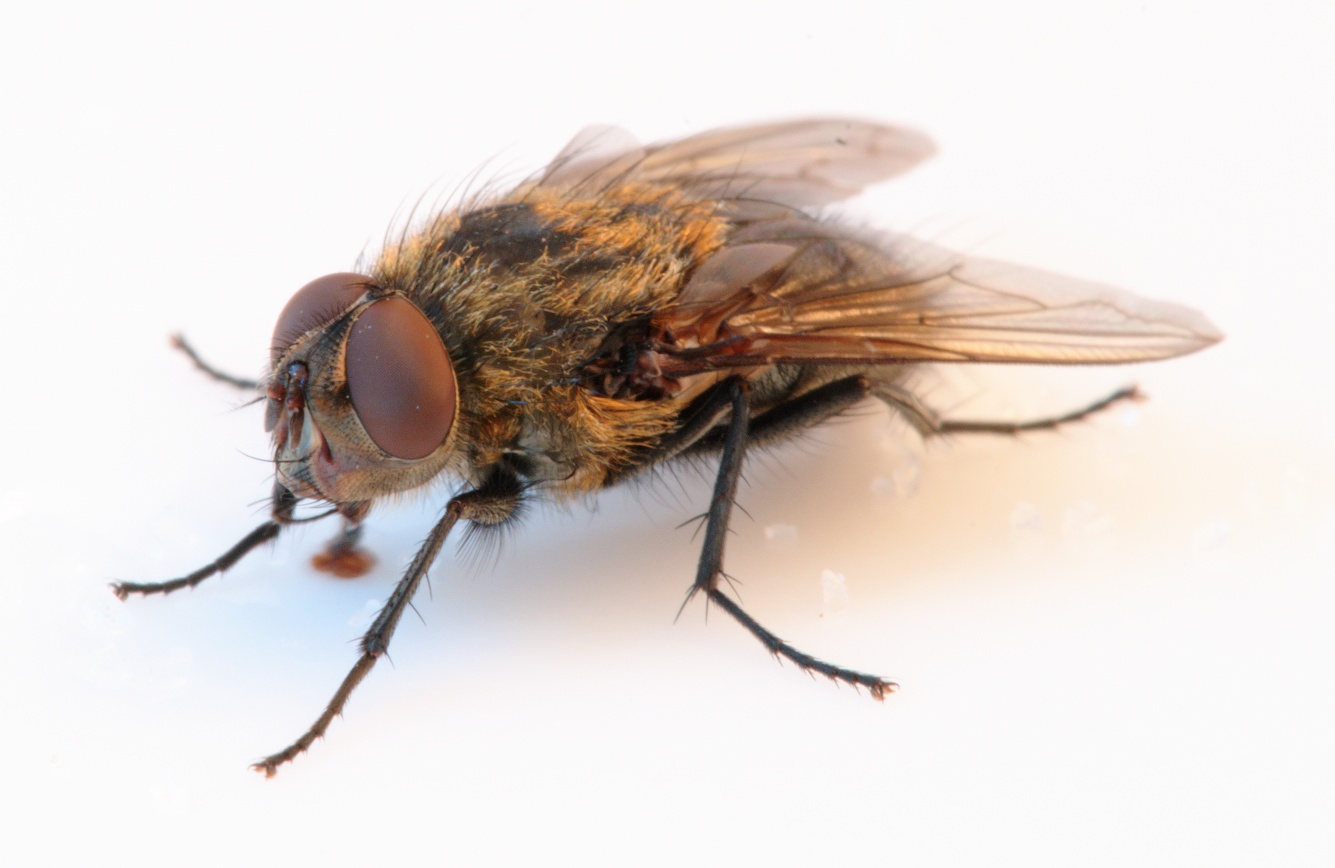
La generación espontánea se aplicaba a insectos (como la mosca de la imagen).

La generación espontánea es una hipótesis obsoleta sobre el origen de la vida que sostenía que ciertas formas de vida (animal y vegetal) surgían de manera espontánea a partir de materia orgánica, inorgánica o de una combinación de estas. Nunca se obtuvo por método científico, pero se llegó a esa conclusión por evidencia visual.
Se trató de una  creencia profundamente arraigada desde la Antigüedad, ya que fue descrita por Aristóteles, luego sustentada y admitida por pensadores de los siglos XVI y XVIII como René Descartes, Francis Bacon e Isaac Newton. El naturalista belga, Jan Baptista van Helmont, en 1667, escribía en su obra Ortus Medicinae:

Las criaturas como los piojos, las garrapatas, las pulgas y los gusanos son nuestros miserables huéspedes y vecinos, pero nacen de nuestras entrañas y excrementos. Porque si colocamos ropa interior llena de sudor con trigo en un recipiente de boca ancha, al cabo de veintiún días el olor cambia, y el fermento, surgiendo de la ropa interior y penetrando a través de las cáscaras de trigo, cambia el trigo en ratones. Pero lo que es más notable aún es que se forman ratones de ambos sexos y que éstos se pueden cruzar con ratones que hayan nacido de manera normal... pero lo que es verdaderamente increíble es que los ratones que han surgido del trigo y la ropa íntima sudada no son pequeñitos, ni deformes ni defectuosos, sino que son adultos perfectos...
Jan Baptiste van Helmont

La generación espontánea se sustentaba en la observación de procesos naturales como, por ejemplo, la putrefacción. Es así como se explicaba que, a partir de un trozo de carne descompuesta, aparecían larvas de mosca, gusanos del fango, organismos de los lugares húmedos, como sapos y ranas e incluso ratones. Generalmente, se aplicaba a insectos, gusanos o seres pequeños.

## Aristóteles

La generación espontánea de conchas marinas, según Aristóteles, variaba con la naturaleza del lecho marino. El limo daba lugar a las ostras; la arena, a las vieiras; y los huecos de las rocas, a las lapas y los percebes. Sin embargo, la gente seguía preguntándose si los huevos de estos animales no serían fundamentales en el proceso de generación.

Al inicio el filósofo Aristóteles escribió acerca del origen espontáneo de plantas, testáceos e insectos a partir de materia descompuesta. Explicó que se originaban gracias a una interacción de fuerzas capaces de dar vida a lo que no la tenía con la materia no viva. A esta fuerza la llamó entelequia. La teoría sigue la creencia hilozoísta de la tradición griega, que contempla de modo animista el universo como un ser vivo y por tanto como capaz de generar vida a partir de sus cuatro elementos: tierra, agua, aire y fuego. Para Aristóteles, la vida requiere de un principio material (combinación de los cuatro elementos) y uno activo. Este último era el calor y este lo produce el corazón en los humanos y algunos animales, y en el caso de la generación espontánea, eran los rayos del sol o el viento. Sin embargo, Aristóteles creía que no era generación espontánea como lo entendemos hoy sino "ayudados de la influencia de los cuerpos celestes que creían ser de una naturaleza superior".

## Refutación
Comenzó a ser objetada por la escolástica del siglo XIII con la frase de Tomás de Aquino: "Los antiguos sabios admitían la 'generación equívoca' conforme a la cual algunos organismos nacían de la materia inorgánica, principalmente en otro tiempo viva, no por virtud de las solas fuerzas de la materia, como quieren los defensores de la generación espontánea, sino ayudados de la influencia de los cuerpos celestes que creían ser de una naturaleza superior". Hoy en día, la comunidad científica considera que esta teoría está plenamente desechada. Diversos experimentos se realizaron desde 1668, para encontrar respuestas, hasta que Louis Pasteur demostró definitivamente, a mediados del siglo XIX, que la teoría de la generación espontánea es una falacia, postulando la ley de la biogénesis, que establece que todo ser vivo proviene de otro ser vivo ya existente.

### El experimento de Redi
Francesco Redi, médico italiano del siglo XVII, fue uno de los que dudaron de la generación espontánea: pensaba que los insectos jamás podrían nacer de la putrefacción. Con el propósito de demostrarlo, diseñó un experimento para determinar si se desarrollaban larvas de moscas si no se dejaba a ninguna mosca adulta entrar en contacto con la carne.

Ilustración del experimento de Francesco Redi de 1668 para refutar la generación espontánea

Puso la carne en tres frascos: uno de ellos permaneció abierto y selló los otros dos. En el frasco abierto, observó que había moscas continuamente. Después de un corto período, había gusanos únicamente en el frasco abierto. Redi llegó a la conclusión de que los gusanos aparecían en la carne descompuesta solo si las moscas habían puesto antes sus huevos en la carne.
Quienes se oponían a las ideas de Redi, porque apoyaban la de la generación espontánea, alegaron que no se había permitido que el aire entrara a los frascos sellados, por lo que la falta de aire evitaba que hubiera generación espontánea. Redi rediseñó su experimento y empleó gasas para tapar los frascos: estas permitían que entrara el aire, pero no las moscas. Al final de la experiencia no aparecieron gusanos en la carne, pero los huevos de las moscas quedaron depositados sobre las gasas.
Los experimentos de Redi presentaron evidencia en contra de la teoría de la generación espontánea (abiogénesis). Aun así, los defensores de esta teoría no la consideraron suficiente.

### El experimento de Spallanzani
Lazzaro Spallanzani demostró en 1769 que no existe la generación espontánea de la vida, abriendo de alguna forma el camino a Pasteur quien trabajaría en el asunto en el siglo XIX. Tras rechazar la teoría de la generación espontánea, Spallanzani diseñó experimentos para refutar los realizados por el sacerdote católico inglés John Turberville Needham, quien había calentado y seguidamente sellado caldo de carne en diversos recipientes a lo largo de todo este experimento. Debido a que se habían encontrado microorganismos en el caldo tras abrir los recipientes, Needham creía que esto demostraba que la vida surge de la materia no viviente. No obstante, prolongando el periodo de calentamiento y sellando con más cuidado los recipientes, Spallanzani pudo demostrar que dichos caldos no generaban microorganismos mientras los recipientes se mantuvieran herméticamente cerrados y habiendo sido esterilizados.

### El experimento de Pasteur
En 1861, Pasteur realizó una serie de experimentos sumamente eficaces para demostrar definitivamente que también los microbios se originaban a partir de otros microorganismos.

Ilustración del experimento de Pasteur

Siguiendo la recomendación de Antoine-Jérôme Balard, utilizó dos frascos de cuello de cisne (similares a un balón de destilación con boca larga y encorvada). Estos matraces tienen forma de "S" con cuellos muy alargados que se van haciendo cada vez más finos, terminando en una abertura pequeña. En cada uno de ellos metió cantidades iguales de caldo de carne (o caldo nutritivo) y los hizo hervir para poder eliminar los posibles microorganismos presentes en el caldo. La forma de "S" era para que el aire pudiera entrar y que los microorganismos se quedasen en la parte más baja del tubo.
Pasado un tiempo, observó que ninguno de los caldos presentaba señales de la presencia de microorganismos y cortó el tubo de uno de los matraces. El matraz abierto tardó poco en descomponerse, mientras que el cerrado permaneció en su estado inicial. Pasteur demostró así que los microorganismos tampoco provenían de la generación espontánea. Gracias a Pasteur, la idea de la generación espontánea fue desterrada del pensamiento científico y a partir de entonces se aceptó de forma general el principio que decía que todo ser vivo procede de otro ser vivo. Aún se conservan en el Museo Louis Pasteur de París algunos de estos matraces que el científico utilizó para su experimento.